# George Eldon Ladd
George Eldon Ladd (1911-1982) fue un ministro bautista y profesor de exégesis del Nuevo Testamento y teología en el Seminario Teológico Fuller en Pasadena, California.
Se ordenó en 1933 y actuó como pastor en Nueva Inglaterra de 1936 a 1945. Fue instructor en el Gordon College of Theology and Missions de Massachusetts entre 1942 a 1945. Fue profesor asociado de griego y Nuevo Testamento entre de 1946 a 1950. En 1952 se convirtió en profesor de teología bíblica. Falleció a causa de una cirrosis. Su obra más conocida, A Theology of the New Testament, ha sido usada por miles de estudiantes de seminario desde su publicación en 1974. Esta obra fue mejorada y actualizada por Donald A. Hagner en 1993.
Ladd se opuso críticamente al dispensacionalismo. Para él el reino de Dios ya no pertenecía a Israel sino a la Iglesia. “El reino de Dios ha invadido este siglo malo; Satanás ha sido vencido. El reino de Dios, en Cristo, ha creado la iglesia, y el reino de Dios obra en el mundo a través de la iglesia para cumplir el divino propósito de extender su reino en el mundo” (El Evangelio, p. 168). Como Jewett (v.) y contra Lindsell (v.), compañeros de facultad, se negó a admitir la inerrancia de la Escritura sobre la base de los relatos contradictorios hallados en los Evangelios

## Publicaciones selectas
- The Blessed Hope . Grand Rapids: Eerdmans, 1980. ISBN 0-8028-1111-6
- The Gospel of the Kingdom. Grand Rapids: Eerdmans, 1959. ISBN 0-8028-1280-5
- A Commentary on the Revelation of John. Grand Rapids: Eerdmans, 1972. ISBN 0-8028-1684-3
- The Last Things (An Eschatology For Laymen). Grand Rapids: Eerdmans, 1978.
- A Theology of the New Testament. 2d ed. Edited by Donald A. Hagner. Grand Rapids: Eerdmans, 1993. ISBN 0-8028-0680-5
- The Presence of the Future. Grand Rapids: Eerdmans, 1996. ISBN 0-8028-1531-6